# Dodge 400
Dodge 400 – samochód osobowy klasy średniej produkowany pod amerykańską marką Dodge w latach 1981 – 1983.

## Historia i opis modelu

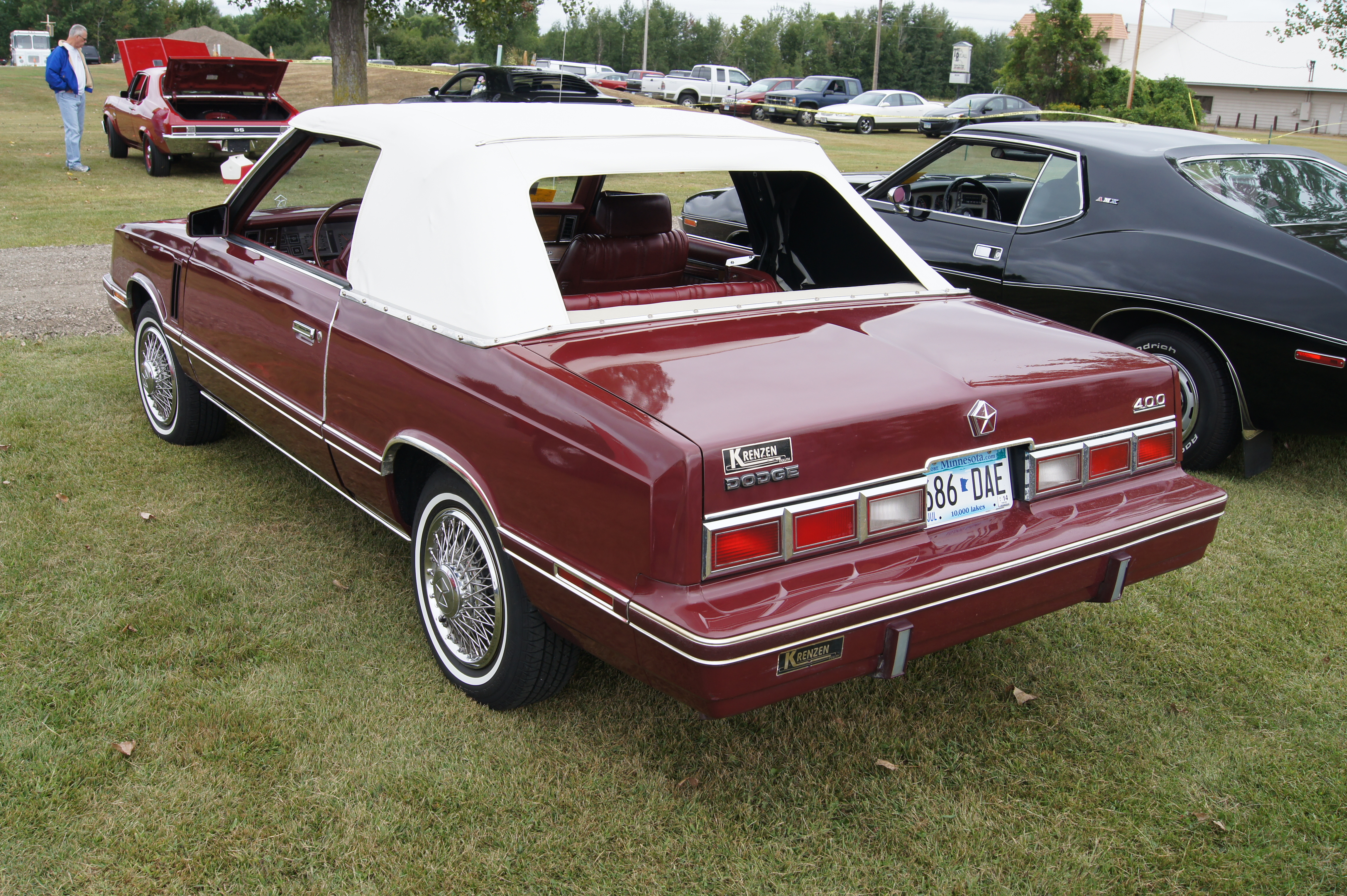
Dodge 400 - tył

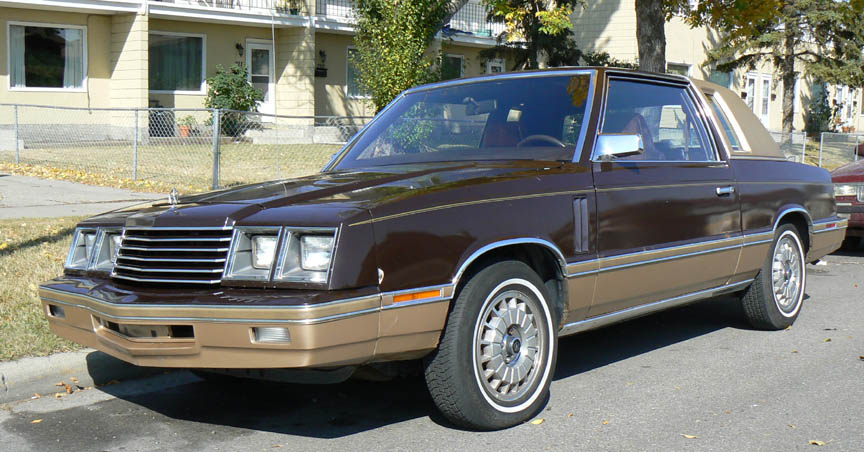
Dodge 400 Coupe

Został oparty na płycie podłogowej Chrysler-K jako następca modelu Aspen. Dostępny był zarówno jako 2-drzwiowe coupé, 2-drzwiowy kabriolet, jak i 4-drzwiowy sedan. Do napędu używano benzynowych silników R4 o pojemności 2,2 lub 2,6 litra. Moc przenoszona była na oś przednią poprzez 3-biegową automatyczną skrzynię biegów. W 1983 Dodge zdecydował się zakończyć produkcję, zastępując model 400 liftbackiem Lancer oraz 600 dla wersji kabriolet i coupe.

### Wersje wyposażeniowe
- S
- LS

### Silniki
- L4 2.2l K
- L4 2.6l G54B